# Mohammed Taoud
Mohammed Taoud (in arabo محمد الطود‎?; Ksar El Kebir, 1928 – Salé, 7 novembre 2007) è stato un direttore d'orchestra marocchino.

## Biografia
Mohammed Taoud nacque nel 1928 a Ksar El Kebir. Maggiore di sette figli, studiò il Corano fin dall'infanzia, abbandonando poi la sua città natale per unirsi zāwiya Harrakiya a Tétouan. Nel 1951, si trasferì a Rabat, dove si unì alla Radio nazionale marocchina, nella quale recitò quotidianamente il Corano. Mohammed Taoud studiò poi la musica arabo-andalusa. Divenne percussionista, poi cantante solista nell'orchestra musicale nazionale andalusa della Radio nazionale, guidata dal maestro Birkou e poi, alla morte di quest'ultimo, dal maestro Moulay Ahmed Loukili. Nell'ambito di quest'ultima esperienza, Mohammed Taoud conobbe la futura moglie Alia Al Moujahid, che sposò nel 1958 e dalla quale ebbe quattro figli. Taoud si specializzò nell'arte dell'oud, completando la sua formazione nel 1977, succedendo a Loukili come direttore dell'orchestra musicale nazionale andalusa nel 1988. Nel corso degli anni 1980, insegnò musica arabo-andalusa nell'Istituto Moulay Rachid di Rabat. Si ritirò nel 1998, morendo nel 2007 a Salé.